# Curt Haagers 12
Curt Haagers 11 är ett studioalbum från 1994 av det svenska dansbandet Curt Haagers.

## Låtlista
1. Det är kärlek - (text och musik av Bert Månson)
2. Rysk folksång (instrumental)  - (traditionell, arrangemang av Lars O. Carlsson)
3. Mina allra bästa minnen  - (text och musik av Matts Lindblom)
4. Tror du du kan lura mig  - (text och musik av Jens Björn-Hansen, Per Hermansson
5. Blue Bayou  - (text och musik av Roy Orbison, Joe Melson)
6. What You've Done to Me (instrumental) - (text och musik av Dorian Burton, Lee Pincus)
7. Tack för att vi är vänner  - (Jesper Christoffersen, Sven-Erik Gissbol)
8. Alla goda ting är tre  - (text och musik av Michael Saxell)
9. Ingen väg är för lång  - (text och musik av Mona Gustafsson)
10. Den enda i världen  - (Marino Marini, E. Wejby)
11. Ge mig kärlek  - (text och musik av Rose-Marie Stråhle)
12. Wonderland by Night (instrumental)  - (text och musik av Klaus Günther Neumann)
13. Ett fång med mörkröda rosor  - (text och musik av Lars Sandberg, Mikael Wendt, Christer Lundh)
14. Ikaros  - (text och musik av Björn Afzelius)